# Charrecey
Charrecey település Franciaországban, Saône-et-Loire megyében. Lakosainak száma 330 fő (2022. január 1.). Charrecey Saint-Léger-sur-Dheune, Aluze, Mercurey és Saint-Mard-de-Vaux községekkel határos.

## Népesség
A település népességének változása:
| Lakosok száma | 308  | 309  | 324  | 321  | 327  | 331  | 332  | 336  | 330  |
|               | 2013 | 2015 | 2016 | 2017 | 2018 | 2019 | 2020 | 2021 | 2022 |